# Farciminaria simplex
Farciminaria simplex är en mossdjursart som beskrevs av William MacGillivray 1886. Farciminaria simplex ingår i släktet Farciminaria och familjen Farciminariidae. Inga underarter finns listade i Catalogue of Life.